# 諾斯伍德站
諾斯伍德站（英語：Northwood tube station）是倫敦地鐵的一個車站，位於倫敦第6收費區。諾斯伍德站是大都會線沃特福德支線，開通於1887年9月1日。在1950年代後期至1960年代初期，車站進行了重建。